# 18551 Bovet
18551 Bovet este o planetă minoră (asteroid), cu un diametru de 6,883 km, din centura de asteroizi. A fost descoperită pe 13 ianuarie 1997 la Circolo Culturale Astronomico di Farra d'Isonzo⁠(d) de Circolo Culturale Astronomico di Farra d'Isonzo⁠(d) și a fost numită după Daniel Bovet. 
Obiectul prezintă o orbită caracterizată de o semiaxă mare de 2,8027976 UAi, o excentricitate de 0,2, o înclinație de 5,45036 ° în raport cu ecliptica.